# Carl Leo Donat Heußlein von Eußenheim

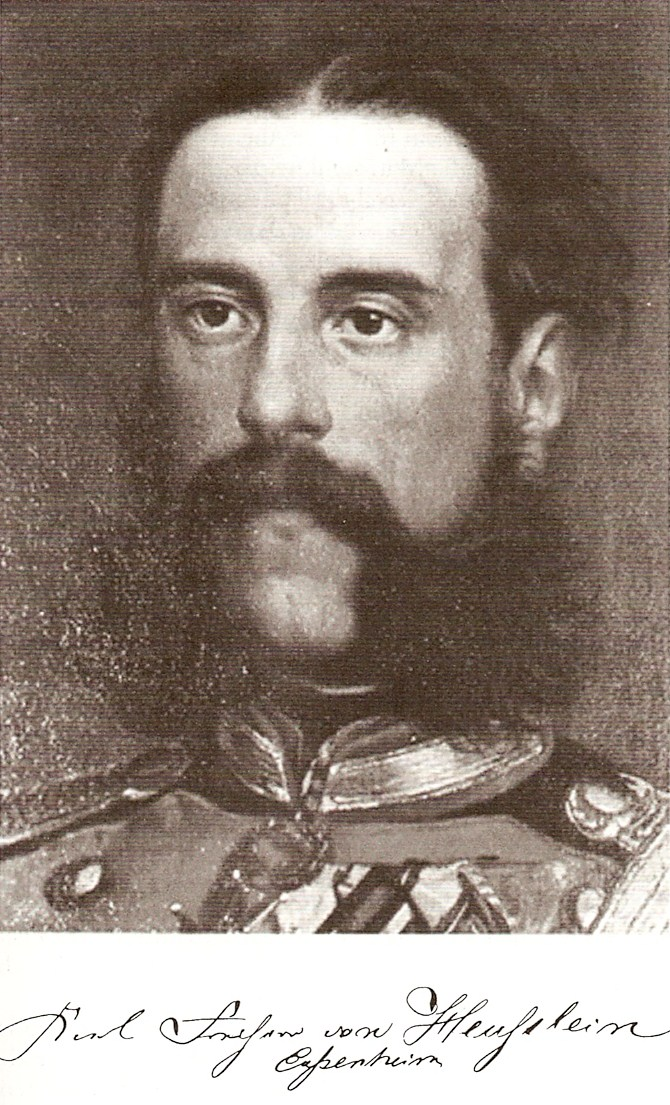
Carl Leo Freiherr Heußlein von Eußenheim

Carl Johann Leo August Donat Freiherr Heußlein von Eußenheim (* 14. April 1838 in Kissingen; † 25. September 1870 in Messincourt, Arrondissement Sedan, Frankreich) war ein bayerischer Offizier und Letzter seines Geschlechts.

## Leben

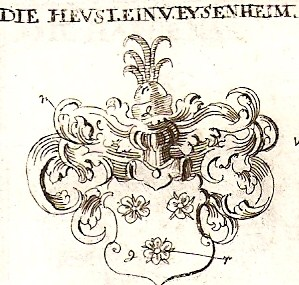
Familienwappen der Heußlein von Eußenheim
(Quelle: Weigelsches Wappenbuch, 1734)

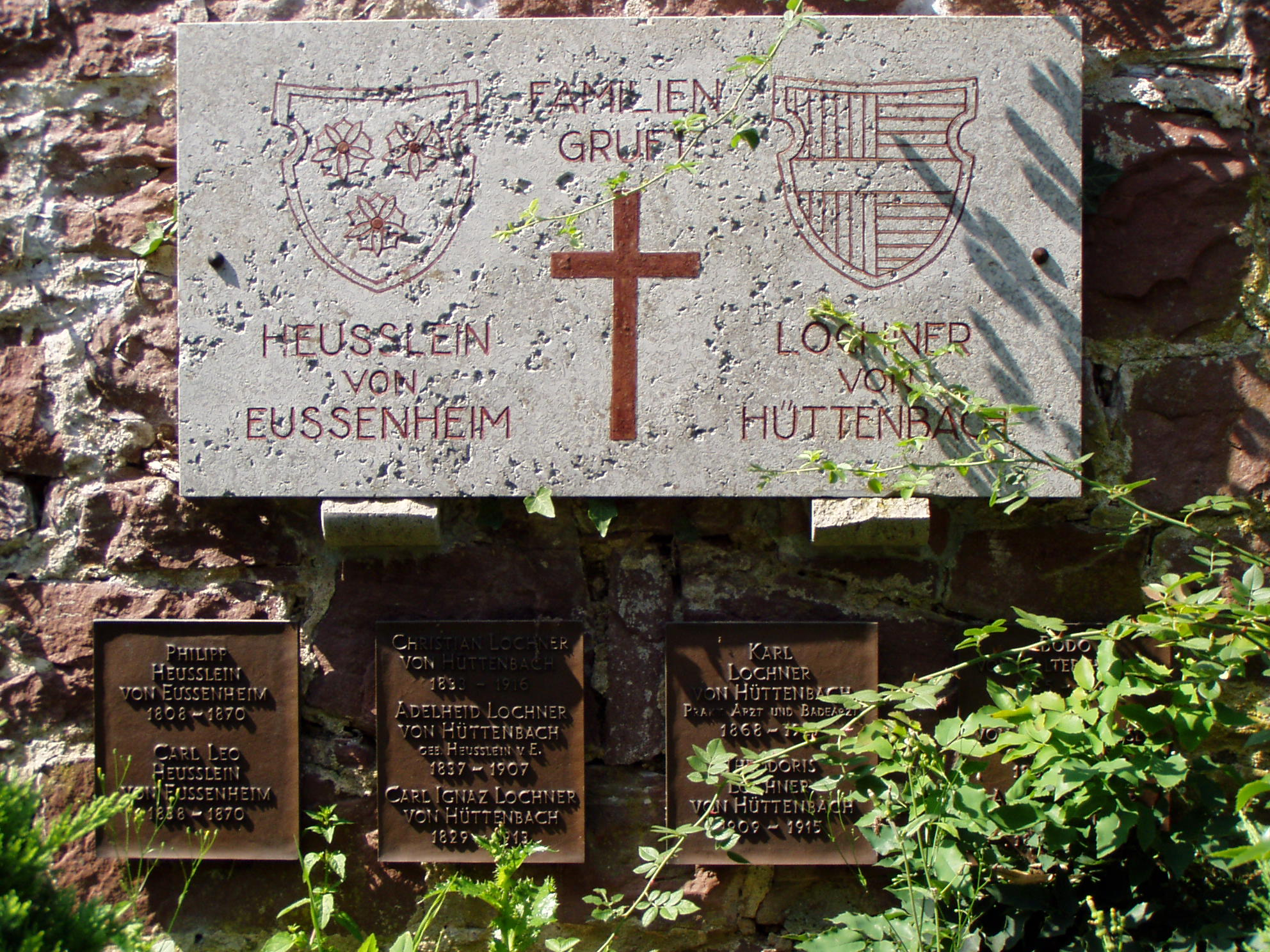
Gedenktafel am Familiengrab
(Kapellenfriedhof, Bad Kissingen)

Carl Leo Heußlein entstammte einem unterfränkischen Adelsgeschlecht mit Stammhaus Eußenheim und war der Sohn des Gutsbesitzers Philipp Heußlein von Eußenheim († 1870) und der Mathilde von Syberg. Seine Eltern trennten sich schon drei Jahre nach seiner Geburt. Er absolvierte vier Klassen der Lateinschule und anschließend den 3. Kurs der Gewerbeschule.
Mit dem Wunsch Offizier zu werden, trat Heußlein mit 18 Jahren am 27. April 1855 in Bayreuth als Gemeiner und freiwilliger Kadett in das 13. Infanterie-Regiment „Kaiser Franz Joseph von Österreich“ der Bayerischen Armee ein. Am 1. Oktober 1855 kam er wunschgemäß, da er „von Hufbeschlag etwas versteht“, zum 5. Chevauleger-Regiment „von Leiningen“. Aufgrund der ungewohnten Anstrengungen erkrankte Heußlein im Jahr 1858 und durfte gegen Stellung eines Ersatzmannes wegen einer Lungenerkrankung am 1. Mai 1859 den Dienst in der Armee quittieren.
Doch wollte er sich nicht zuhause in Kissingen langweilen („Meinem Leben und unruhigen Geiste fehlte, die Welt zu sehen.“) und brach am 4. September 1862 nach Ägypten auf, das damals wegen seines heiß-trockenen Klimas ein besonders bei Engländern sehr beliebter Aufenthaltsort bei Lungenerkrankungen war. Vermutlich wollte auch Heußlein seine Lungenkrankheit dort auskurieren. Seine militärischen Kenntnisse und Fähigkeiten, aber auch seine Kenntnisse der französischen, englischen, spanischen und italienischen Sprache erleichterten ihm diese abenteuerliche und gefährliche Reise, die ihn unerwartet auch nach Indien und Birma führte, wie seine Eintragungen in seinem Reisetagebuch eindrücklich bezeugen: „Skizzen sind es, die ich bringe, .... sie enthalten Erlebnisse der Reise, nicht wissenschaftlich geschildert, .... wie ich es fand, was mir begegnete, was ich erlebte, versuche ich wiederzugeben.“
Über München und Wien ging es nach Triest, von dort ging es am 12. Oktober mit dem Postdampfer vorbei an Korfu weiter nach Alexandria. An Bord lernte er Ferdinand Marie Vicomte de Lesseps kennen, den Erbauer des Suez-Kanals, sowie zwei englische Offiziere, die ihn zur Weiterfahrt nach Indien überredeten. Am 17. Oktober verließ die kleine Reisegruppe in Alexandria das Schiff und fuhr mit der Bahn weiter nach Kairo. Nach einigen Tagen Aufenthalt („Bekannte habe ich hier noch nicht gesehen, nicht einmal aus Kissingen“) ging es mit der Bahn durch die Wüste nach Sues. Dort bestieg er mit den beiden Engländern den Indien-Dampfer „Naurelia“, der sie in 16 Tagen nach Ceylon mit Ankunft in Port de Galle brachte. Zu Pferd ritt er nach Colombo, sein Mittagessen aus Rebhühnern oder Tauben schoss er sich mit seiner Schrotflinte selbst. Später reiste er noch nach Madras in Indien und nach Rangun in Birma.
Er kehrte kurz nach Kissingen und Würzburg zurück, ging aber schon im Herbst 1864 auf seine nächste Abenteuerreise nach Mexiko, um dort den durch Napoléon III. von Frankreich als mexikanischen Kaiser eingesetzten Erzherzog Ferdinand Maximilian von Österreich gegen die Aufständischen unter Benito Juárez zu unterstützen. Auf dem Weg zur Hauptstadt befreite er den Apostolischen Nuntius Pier Francesco Meglia aus Räuberhand, wofür er neben einem silbernen Rosenkranz von Papst Pius IX. das Komturkreuz des päpstlichen Gregoriusordens verliehen bekam.
In Mexiko schloss er sich als Freiwilliger (Volontär) einem nach Guerilleros suchenden französischen Zuaven-Regiment an. Über seine Erlebnisse berichtete er noch aus Mexiko in einem Artikel in der „Neuen Würzburger Zeitung“ vom 20. Januar 1865. Erst Ende 1865 kehrte Heußlein in seine Heimat zurück und lebte in Würzburg.
Doch als sich Anfang 1866 die Gefahr eines Krieges mit Preußen verschärfte, trat Heußlein am 16. Mai in das 9. Infanterie-Regiment „Wrede“ in Würzburg ein, wo er zunächst als Corporal II. Klasse und dann ab 18. Juni 1866 als Unterleutnant im 6. Chevauleger-Regiment Dienst tat. Als Kriegsteilnehmer erhielt er das Armeedenkzeichen.
Auch am Krieg gegen Frankreich nahm er mit seinem Regiment, dass jetzt den Zusatz „Großfürst Konstantin Nikolajewitsch“ führte, teil. Auf dem Vormarsch erfuhr er vom Tod seines Vaters und ging dann in die Schlacht von Sedan. An diesem Tag (1. September 1870) erhielt er von General Ludwig von der Tann-Rathsamhausen den Auftrag, wie es in der Regimentsgeschichte heißt, „sich bezüglich des zu erwartenden Eingreifens der unter dem Befehle des Kronprinzen Albert von Sachsen heranmarschierenden Maas-Armee Kenntnisse zu verschaffen und hierüber zu melden. Heußlein jagte mit 4 Chevaulegers im heftigen Gewehr- und Mitrailleusenfeuer an den feindlichen Plänklerketten vorüber, und nachdem er sich seines Auftrags entledigt hatte, kehrte er mit der freudigen Nachricht des alsbaldigen Eintreffens der Sachsen zurück. Das Pferd des Freiherrn von Heußlein, der selbst unverletzt blieb, wies eine große Anzahl Streifschüsse auf und blutete aus nicht weniger als 23 Wunden. Aufgrund dieser Nachrichten hielten die bayerischen Truppen durch und trugen so zum Sieg von Sedan bei.“
Doch aufgrund der Anstrengungen oder auch an einer einsetzenden Typhus-Infektion starb Heußlein schon mit 32 Jahren am 25. September in der Villa des Marquis Paquais de la Graniére in Messincourt bei Sedan. Das 6. Chevauleger-Regiment meldete an das Generalkommando in Würzburg, dass der Unterleutnant Heußlein von Eußenheim am „25. September 1870, morgens 6 1/2 Uhr zu Messincourt, Departement Ardennes, Arrondissement de Sedan an einem nervösen Fieber verstorben und daselbst beerdigt wurde“.
Erst später wurde sein Leichnam unter größten Schwierigkeiten in seine unterfränkische Heimatstadt Kissingen überführt, auf Wunsch der Kissinger Bürger im Familienschloss, dem heutigen (neuen) Rathaus, aufgebahrt und am 14. November 1870 unter größter Anteilnahme der Bevölkerung auf dem Kapellenfriedhof beigesetzt. Die Kissinger „Saal-Zeitung“ berichtete am Folgetag, dass dem mit Orden, Waffen und Helm geschmückten Sarg „die hiesigen Offiziere, Beamten, eine Abteilung der Feuerwehr, die Liedertafel und eine überaus große Menge Einwohner aller Stände folgten“. Wie üblich, wenn mit dem letzten männlichen Nachkommen ein Adelsgeschlecht erlosch, wurde das Familienwappen zerbrochen und als symbolisches Zeichen der Gruft beigegeben. Damit endete die etwa 300-jährige Familiengeschichte der Heußlein von Eußenheim in Kissingen.
Posthum war ihm das Ritterkreuz II. Klasse des Militärverdienstordens zusammen mit der Kriegsdenkmünze für den Frankreich-Feldzug 1870/71 verliehen worden. In Anerkennung der heußleinschen Verdienste genehmigte König Ludwig II. von Bayern, dass die Familie der Schwester und deren Nachkommen ab sofort den Doppelnamen Lochner von Hüttenbach genannt Heußlein von Eußenheim führen durften.